# Georges Louis Duvernoy
Georges Louis Duvernoy (6 agosto 1777 – 1º marzo 1855) è stato uno zoologo francese.
Aiutò Georges Cuvier nello scrivere Leçons d'anatomie comparée. Studiò Biologia laureandosi nel 1800, specializzandosi in Zoologia e Acarologia. Nel 1847 venne eletto membro dell'Accademia francese delle Scienze.